# 안평수
안평수 이언(安平守 李漹, 1617년 ∼ 1670년)은 조선중기의 왕족으로 덕흥대원군의 증손이며, 종실 진양군 이담령(珍陽君 李聃齡)의 장남이다.

## 생애
조선중기의 왕족으로 본관은 전주, 휘는 언(漹), 초명은 준영(俊英), 자는 징숙(澄叔)이다. 덕흥대원군의 증손이며, 선조의 백형 하원군의 손자이다. 아버지는 종실 진양군 이담령(珍陽君 李聃齡)이고, 어머니는 사과(司果) 평산인(平山人) 신업(申砐)의 딸로 현부인 평산신씨(縣夫人 平山申氏)이다.
부인은 청릉부원군(靑陵府院君) 청송인(靑松人) 심강(沈鋼)의 손녀이자 주부(主簿) 심이(沈怡)의 딸로 신부인 청송심씨(愼夫人 靑松沈氏)이다.
진양군의 장남으로 정사(丁巳) 1617년(광해 9) 11월 6일 탄생하여 안평수(安平守)에 봉작을 받았다. 어려서부터 책읽기를 좋아하고, 시의 율격도 잘하셨으며, 경서와 사기에도 박식하셨다.
1656년(효종 7) 7월 13일 거둥과 공회(公會) 때 진참(進參)하지 않았다고 하여 종부시(宗簿寺)에서 파직을 청하여 파직되었다가 이해 12월 2일 서용(敍用) 되었다.
1669년(현종 10) 3월 4일 희릉(禧陵) 한식제(寒食祭) 헌관(獻官)으로 차출되었으나 병을 핑계로 수향(受香)을 지연시키었다고 하여 종중추고(從重推考)를 하여 파직되었다가 이해 6월 12일 다시 직첩환급(職牒還給)되었다. 1670년(현종 11) 1월 6일 사은(謝恩) 받았다.
성품에 능히 효도와 우애가 있었으며, 인자한 얼굴에 화기가 깊으셨고, 청빈하여 스스로 분수를 지키며, 고요함을 편히 여겨 사시던 중 심정승 남파의 그 훌륭한 행실을 중히 여겨 만년에 가까이 사귀었다는 말이 퍼져나갔다.
항상 나라를 걱정하는 마음을 간직하여 매양 당파싸움을 배척하는 뜻을 간절히 하시더니 아우 영평의 흉당 배척 상소는 당시 재상과 연좌되어 아우 영평군 이사(寧平君 李泗)가 귀양을 갈 때 마음이 스스로 편치 못하였으나 자신을 스스로 보존하였다.
그리고 영평은 사면되어 돌아온 후 물러나 바닷가에서 아우와 더불어 한편의 시도 읊조리고 때로는 혹 거문고로 한곡 튕기며 즐겁고 편안하게 스스로의 끝을 맺으셨는데 우암 송시열도 그 행의(行義)를 칭송하였고, 두곡 장선징도 그의 문사를 찬양하였다.
명선대부(明善大夫)에 가자되고, 경술(庚戌) 1670년(현종 11) 10월 27일 향년 54세로 별세하여 이해 12월에 시흥군 군자면 월곶리 통수애 선영 계하 진좌로 예장하였다가 안산시 도시계획으로 1998년 4월 10일 경기도 안성시 죽산면 능북리 후록에 이장하였다.

## 가족관계
- 아버지 : 진양군 이담령(珍陽君 李聃齡)
- 어머니 : 현부인 평산신씨(縣夫人 平山申氏, 1598년 - 1666년), 평산인(平山人) 신업(申砐)의 딸.
- 부인 : 신부인 청송심씨(愼夫人 靑松沈氏, 1616년 - 1699년), 주부(主簿) 청송인(靑松人) 심이(沈怡)의 딸.
  - 장남 : 이시정(李時禎)
  - 2남 : 이시상(李時祥)
  - 장녀 : 이두정(李斗正), 제주인(濟州人) 고영(高暎)에게 출가.
  - 2녀 : 이두애(李斗愛), 평산인(平山人) 신형수(申亨壽)에게 출가.
  - 3녀 : 이두일(李斗逸), 반남인(潘南人) 박태식(朴泰階)에게 출가.